# Chaetogaster crystallinus
Chaetogaster crystallinus är en ringmaskart som beskrevs av Vejdovsky 1883. Enligt Catalogue of Life ingår Chaetogaster crystallinus i släktet Chaetogaster och familjen glattmaskar, men enligt Dyntaxa är tillhörigheten istället släktet Chaetogaster och familjen Naididae. Arten är reproducerande i Sverige. Inga underarter finns listade i Catalogue of Life.